# Samantha Peszek
Samantha Peszek (Indianapolis, 14 dicembre 1991) è una ginnasta statunitense, vincitrice della medaglia d'argento nel concorso a squadre ai Giochi olimpici di Pechino 2008.

## Palmarès
- Giochi olimpici estivi

Pechino 2008: argento nel concorso a squadre.
- Campionati mondiali di ginnastica artistica

2007 - Stoccarda: oro nel concorso a squadre.
- Giochi panamericani

2007 - Rio de Janeiro: oro nel concorso a squadre.